# San Prisco (Italia)
San Prisco (Santu Prisc nel dialetto locale) è un comune italiano di 12 076 abitanti della provincia di Caserta in Campania.

## Geografia fisica

### Territorio
Il territorio di San Prisco si colloca nella pianura Campana a sud del fiume Volturno e dei Monti Tifatini e ad nord dei Regi Lagni. È situato in una posizione pianeggiante con una media di 36 m s.l.m. con picchi di 603 m s.l.m. e minimi di 14 m s.l.m.. Il comune, legato urbanisticamente, senza soluzione di continuità, ai comuni di Santa Maria Capua Vetere, Casapulla e Curti, è parte integrante della conurbazione casertana.
Per quanto attiene al rischio sismico, San Prisco è posta in una zona classificata a sismicità media.

### Clima
Il clima è quello tipico dei comuni della pianura Campana: l'estate è caratterizzata da caldo afoso, mentre l'inverno è mediamente freddo con rare nevicate. Le precipitazioni oscillano dai 136 mm di novembre ai 19 mm di luglio. Il tasso di umidità è invece in media del 74% mentre il vento oscilla nei massimi tra i W 9 km/h e i W 16 km/h.
| SAN PRISCO         | Mesi | Mesi | Mesi | Mesi | Mesi | Mesi | Mesi | Mesi | Mesi | Mesi | Mesi | Mesi | Stagioni | Stagioni | Stagioni | Stagioni | Anno |
| SAN PRISCO         | Gen  | Feb  | Mar  | Apr  | Mag  | Giu  | Lug  | Ago  | Set  | Ott  | Nov  | Dic  | Inv      | Pri      | Est      | Aut      | Anno |
| ------------------ | ---- | ---- | ---- | ---- | ---- | ---- | ---- | ---- | ---- | ---- | ---- | ---- | -------- | -------- | -------- | -------- | ---- |
| T. max. media (°C) | 12,6 | 13,4 | 16,1 | 19,9 | 24,1 | 28,7 | 31,5 | 31,4 | 28,0 | 22,7 | 18,0 | 14,6 | 13,5     | 20,0     | 30,5     | 22,9     | 21,8 |
| T. min. media (°C) | 6,6  | 6,9  | 9,0  | 11,5 | 14,8 | 18,9 | 21,2 | 21,2 | 18,8 | 14,9 | 11,3 | 8,5  | 7,3      | 11,8     | 20,4     | 15,0     | 13,6 |

## Storia

### La "Capua" antica
Il territorio di San Prisco, originariamente, era in buona parte compreso nelle mura della città di Capua. La restante parte era adibita prevalentemente come necropoli della città di Capua. 
Questo è confermato dal ritrovamento presso la località chiamata Ponte di San Prisco, vicino al limite della cinta muraria della Capua antica, di resti di una necropoli del IV secolo a.C. Nella medesima località negli anni settanta del XX secolo furono scoperte varie tombe sannitiche, alcune delle quali dipinte. Le tombe erano ricche di vasellame, ornamenti personali, fra cui anche oro. Le pitture e il vasellame erano tipici della tradizione ellenica.
Parti del territorio dell'attuale San Prisco, soprattutto sulle pendici del monte Tifata, erano usate, inoltre anche per usi civili come cisterne e acquedotti per l'approvvigionamento della città di Capua ma anche ad uso sacrale.
Di eccezionale importanza è stato il ritrovamento nel 1997 da parte della Soprintendenza dei Beni Archeologici dell'impianto dell'antico tempio di Giove della città di Capua in San Prisco nella località Costa delle Monache, come sostenuto anche dal Beloch e da autori classici. L'edificio è datato fra il III e il II secolo a.C.

### La fondazione
La fondazione della città di San Prisco è strettamente collegata alla fondazione della chiesa arcipretale intorno alla quale il villaggio si sviluppò.
Secondo la tradizione S. Prisco, divenuto poi primo vescovo di Capua, era giunto a Capua insieme a San Pietro da Antiochia di Siria, e si era fermato a predicare gli insegnamenti cristiani intorno alla Via Acquaria, chiamata in questo modo perché Augusto l'aveva fatta costruire per far giungere a Capua l'acqua Julia che sorgeva ai piedi del Taburno, nei pressi di Sant'Agata de' Goti.
Sempre secondo la tradizione, una certa Matrona ritrovò lungo la Via Acquaria le ossa del primo vescovo Prisco e successivamente si rivolse al Papa, probabilmente attraverso il vescovo Rufino (di nazione siriaca, forse anch'egli di Antiochia), ed ottenne il permesso di costruire una chiesa in onore di San Prisco. La fondazione della chiesa arcipretale è stata oggetto di numerosi studi e di diverse interpretazioni. Secondo gli storici Michele Monaco e Francesco Granata, risalirebbe all'anno 506, come attesta anche un'iscrizione ritrovata nel luogo. Altre interpretazioni indicano il V secolo sotto i vescovi Simmaco o Prisco II.
La prima fonte ufficiale che parla di San Prisco resta però una pergamena longobarda del 1020 che attesterebbe quindi la sua fondazione almeno già in quella data.

### Dal medioevo all'unità d'Italia
San Prisco fu uno dei più importanti casali della città di Capua fino all'epoca moderna, insieme a Santa Maria Maggiore (l'attuale Santa Maria Capua Vetere) e Marcianise, sia per numero di abitanti, sia per importanza storico-religiosa.
Nel 1523 il casale di Santo Prisco contava 55 fuochi, unità abitative coincidenti con la famiglia allargata, con circa 294 abitanti. 
Nella seconda metà degli anni quaranta del Cinquecento si diffuse in diversi casali capuani un movimento religioso di influsso calvinista, che diede vita a delle vere e proprie comunità eterodosse con caratteristiche originali rispetto agli altri esempi conosciuti nella penisola.
Centro propulsore di questo movimento fu Santa Maria di Capua.
A partire dal 1552 si registrò una massiccia azione repressiva da parte prima del governatore capuano e poi della stessa Curia capuana che, attraverso i processi, i sequestri dei beni degli adepti e l'azione capillare dei parroci, riuscì ad avere ragione sul movimento religioso.
Il casale di San Prisco con 31 indagati era quello con maggior numero di inquisiti.
Secondo lo storico Scipione Mazzella, all'inizio del XVII secolo San Prisco era formato da 134 fuochi, con circa 800 abitanti.
L'8 settembre del 1694, poco dopo l'eruzione del Vesuvio, accadde un terremoto disastroso che provocò gravi danni a molte città della Campania, della Basilicata e della Calabria; tra queste vi erano anche Santa Maria di Capua e Capua. Quasi sicuramente anche San Prisco subì consistenti danni.
Nel 1714 il numero dei fuochi di San Prisco era 294, rimanendo abbastanza stabili rispetto al dato registrato nel 1665; ma nel 1741 i fuochi diminuirono sensibilmente a 224.
Nel 1796 il numero dei suoi abitanti era 2386. Qualche anno dopo la sua popolazione ascendeva a 2 394 abitanti.
All'inizio dell'Ottocento Lorenzo Giustiniani scriveva che il casale di San Prisco era abitato da circa 2400 individui, era situato in pianura ed era di "aria non insalubre"; vi si coltivavano: grano, granone, biada, canapa e lino. Il suo territorio era molto fertile, l'agricoltura era per i suoi abitanti l'attività prevalente; l'artigianato e il commercio, sebbene presenti, erano complementari al settore primario.
Nel luglio del 1805 vi fu un fortissimo terremoto, considerato uno dei più catastrofici che abbiano colpito la penisola e conosciuto anche come terremoto di Sant'Anna (26 luglio), che interessò maggiormente le province del Molise e della Campania. In San Prisco ci furono consistenti danni alla chiesa parrocchiale e ad alcuni edifici.
In seguito alla legge emanata l'8 agosto 1806 da Giuseppe Bonaparte, San Prisco divenne Comune autonomo. Il primo sindaco fu Francesco de Angelis e fu eletto nel 1807.
Il governo del “Decennio francese” tentò di favorire l'istruzione pubblica e invitò il Comune a nominare maestri per i fanciulli e le fanciulle. I prescelti erano in ogni caso religiosi (parroci e monache), ai quali era sempre spettato questo compito, e il Comune dovette farsi carico sia degli stipendi sia dell'affitto di eventuali locali deputati a quest'importantissima attività.
In questi anni furono rifatte più volte le strade interne comunali: nel 1812 da Giuseppe Valenziano di San Prisco e nel 1815 da Pascale Conforto di S. Angelo in formis. Negli anni dal 1818 al 1820 furono compiuti lavori al camposanto, che già in precedenza era stato stabilito lontano dall'abitato. 
Negli anni 1828-32 fu costruito un nuovo ponte nella strada della lava detta dell'Arena, che permetteva di recarsi in Santa Maria Maggiore e in altri comuni vicini. Il Comune riteneva urgentissimi tali lavori.
Nel 1837 la comunità sanprischese fu colpita, così come accadde per tantissimi altri Comuni della provincia, dal colera. Si registrarono 187 morti, mentre negli anni precedenti e in quelli successivi la media dei decessi era stata circa 80.
In questi anni nel Comune vi era una brigata di gendarmeria che, insieme alla Guardia Urbana, doveva sorvegliare molti individui per disposizioni di polizia.
Nell'anno 1839 fu installato nel Comune in località Croce Santa un telegrafo ad asta, ovvero di tipo ottico, per comunicare con Capua e Caserta.
Con il raggiungimento dell'unità italiana fu costituita la Guardia Nazionale che nel 1861 chiese soccorsi perché temeva ancora assalti briganteschi. In essa furono inseriti molti uomini appartenenti alle maggiori famiglie locali. Il suo mantenimento richiese molti sacrifici alle finanze comunali e negli anni successivi più volte i rappresentanti del Comune chiesero il suo scioglimento.
Nel 1861 iniziarono i lavori della quotizzazione dei pascoli del monte San Nicola a cura dell'ingegnere Ernesto Sparano del Genio Civile. Le operazioni iniziarono nel 1862 e si trascinarono per molti anni.
Nel 1866 il Comune elaborò un progetto per lavori alle strade della Piazza e della via Cupa, affidando il compito all'architetto Sorbo.
L'anno successivo vi fu un caso isolato di vaiolo nel Comune che colpì una donna puerpera e malsana, che morì poco dopo. Questo caso diede inizio ad una massiccia vaccinazione.
Il Comune nel 1869 emanò il primo regolamento della polizia urbana.
Nel 1871 furono pubblicati i regolamenti della polizia rurale e quello mortuario. Nel corso dell'anno i rappresentanti comunali, in più occasioni, espressero il desiderio di edificare una casa comunale, indicando un fabbricato cadente appartenente alla chiesa di S. Maria di Costantinopoli, situato in Strada della Piazza.
Nel Comune di San Prisco nel 1874 fu aperto il primo Banco lotto e fu affidato, dietro concorso indetto dall'Amministrazione del Lotto Pubblico, a Francesco Acerbo.
Il Comune proseguì nel 1875 nello sforzo di disciplinare le varie attività con l'emanazione del regolamento edilizio e di quello igienico.
Inoltre, furono approvati i lavori di accomodo alla strada di Circunvallazione (detta anche strada di Loreto). 
Nel 1882 il Comune si interessò per fare diverse riparazioni al poligono sul monte Tifata. Inoltre, fu riparata la strada che portava al Camposanto e furono fatti nuovi lavori alle strade interne con l'impresa Montefusco. Il Comune per far fronte alle spese dovette contrarre un prestito di 30810,79 lire.
Nel 1888 il Comune ripristinò l'abolito macello, ma poi continuò ad indebitarsi per sistemare nuovamente le strade interne ricorrendo ad un prestito di 81000 lire per affrontare le nuove spese.
Nel marzo del 1897 fu fondata in San Prisco la Cassa Rurale Cattolica di depositi e prestiti, prima della provincia di Terra di Lavoro e seconda in Campania.

### Dal XX secolo ad oggi
Nel 1928 il Comune di San Prisco fu aggregato alla città di Santa Maria Capua Vetere, fino al 1946, quando riacquistò nuovamente la sua autonomia amministrativa.
Durante la seconda guerra mondiale in San Prisco subì molti danni bellici: furono colpiti la chiesa parrocchiale e anche la Casa comunale.

### Simboli

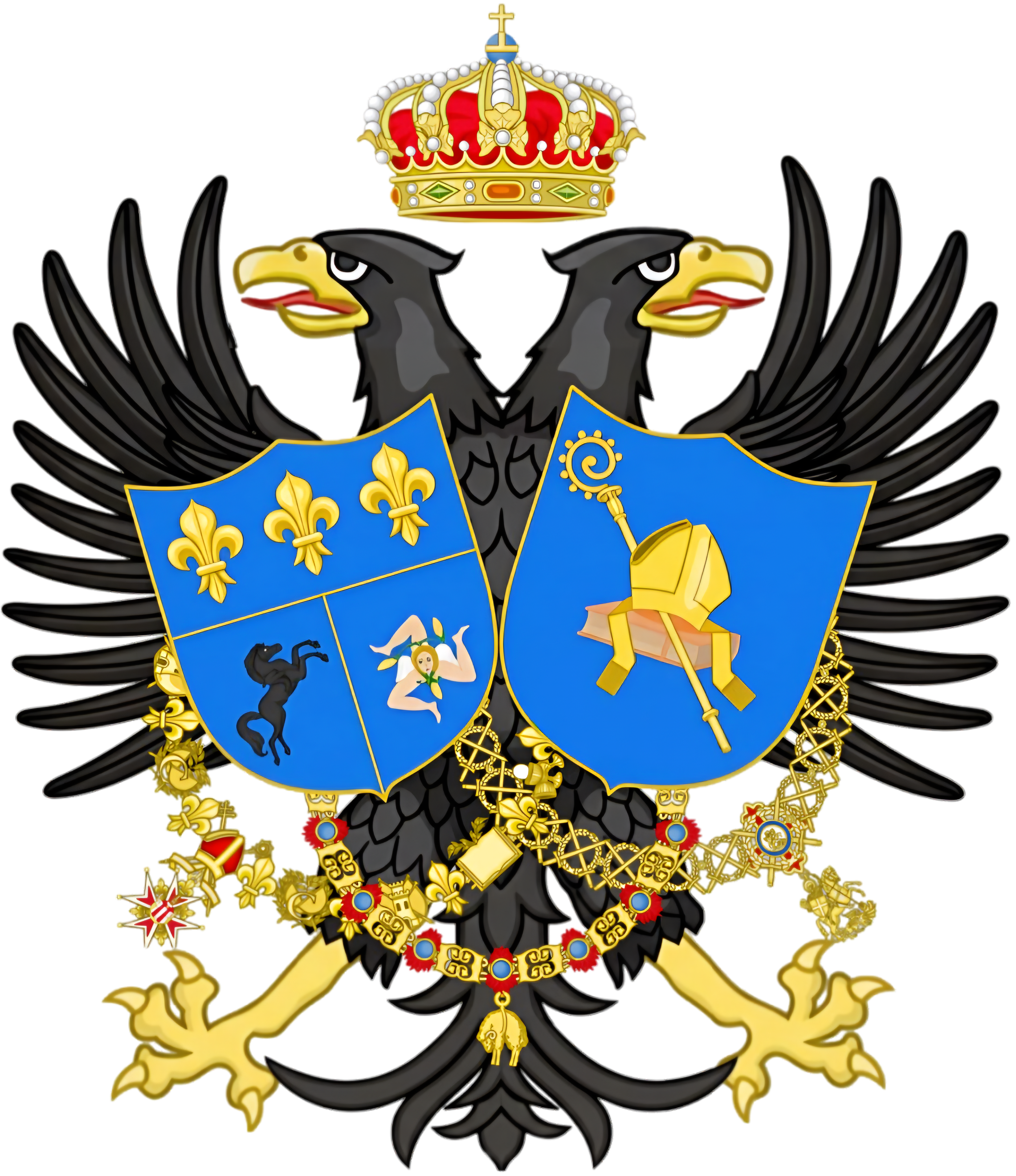
Stemma Ufficiale del Comune di San Prisco

Lo stemma ufficiale della Città di San Prisco raffigura un'aquila bicipite con al capo una corona d'oro, recante in petto due scudi.
La corona d'oro è quella reale e presenta un cerchio d'oro ornato di pietre sormontato da 5 staffe visibili d'oro, orlate di perle e sostenenti un globo cimato da una crocetta: indica il grado di nobiltà e quella raffigurata nello stemma è usata nelle armi dal Re di Napoli.
L'aquila bicipite è quella dell'impero d'oriente, o Bisanzio, e identifica l'unione dei due imperi (quello di Gerusalemme e il Regno delle due Sicilie).
Lo scudo sinistro è troncato semipartito. Vi sono rappresentati:
- una trinacria (un triscele con una testa di gorgone) antico emblema della Sicilia;
- tre gigli: stemma dei Borbone di Napoli e di Sicilia (poi Due Sicilie);
- Il cavallo rampante: simbolo del Regno di Napoli.

Nello scudo di destra sono presenti una mitra, un bastone pastorale ed il Libro dei Sette Sigilli:
- la mitra: cappello prelatizio diviso alla sommità in due punte, che visto di prospetto, assume forma pentagonale da cui pendono due larghi nastri detti infule. Esso rappresenta il premio alla virtù;
- il pastorale è una delle insegne della giurisdizione vescovile e rappresenta la dignità ecclesiastica;
- il Libro dei Sette Sigilli è uno dei libri dell'Apocalisse di Giovanni (ultimo libro del Nuovo Testamento), sul quale talora posa l'Agnus Dei.[7]

## Monumenti e luoghi d'interesse

### Architetture religiose

#### Chiesa arcipretale di San Prisco
Seconda la tradizione Matrona, figlia di un signore della Lusitania, la fece costruire dopo aver ritrovato il corpo di Prisco, giunto a Capua con l'apostolo Pietro nell'anno 506.
Molti studiosi ritengono che sia stata costruita fra il V e l'inizio del VI secolo d.C. su un'antica area cimiteriale, come dimostra il ritrovamento di numerose iscrizioni.
Nel 1587 furono compiuti consistenti diversi lavori di restauro. Nel 1604 furono fatti altri importanti interventi di restauro alla chiesa e al campanile da parte di maestranze della Torre di Caserta, Caturano, San Prisco e Santa Maria Maggiore. Altri lavori furono eseguiti nel 1616.
Molto più consistenti furono i lavori di restauro iniziati il 1759 e completati verso il 1791-92; in questo lunghissimo periodo la chiesa fu quasi rifatta. Furono ricostruiti: il campanile, distante dalla chiesa, il frontespizio, pavimenti, altari, orchestra, organo, porta maggiore e tante altre cose.
I lavori furono eseguiti da Antonio Tramunto di Santa Maria Maggiore e da Nicola Rubino di Capua, ma abitante in San Prisco. Il progetto e i disegni erano di Pietro Leonti, “regio ingegnere” di Napoli, collaboratore Carlo Vanvitelli e in almeno un'occasione anche di Luigi Vanvitelli.
Nel 1814 furono eseguiti consistenti lavori alla chiesa parrocchiale per i danni subiti dal terremoto.
Negli anni compresi fra il 1833 e il 1837 il frontespizio della chiesa parrocchiale fu rifatto in stucco. La spesa per il Comune fu di 120 ducati.
Dal 1876 al 1884 furono eseguiti altri accomodi alla chiesa Madre. Nuovi lavori si fecero negli anni 1889-90.
Durante la seconda guerra mondiale la chiesa arcipretale subì molti danni bellici. I lavori furono fatti dal Comune ricorrendo all'impresa di Carlo Santoro nel 1951.

#### Cappella di Santa Matrona
È un sacello funerario, sicuramente annesso alla primitiva basilica paleocristiana. Ha la pianta quadrata che reca agli angoli colonne di spoglio sulle quali sono evidenti antichi capitelli, che sorreggono quattro archi abbastanza profondi. La preziosissima decorazione musiva è considerata una delle più importanti della pittura paleocristiana dell'Italia meridionale, qui ancora legata a moduli classici.
Essa si compone nella volta e su tre lunette di un ricchissimo mosaico che si dipana su uno sfondo di colore azzurro intenso con vari motivi tipicamente classici con colori dai toni freddi e lumeggiature in oro.

#### Chiesa di Santa Maria di Loreto
La Cappella fu fondata per devozione popolare su impulso dei Gesuiti, probabilmente nel secondo decennio del Seicento. Nel 1614 si costruiva il monastero dei Gesuiti, soppresso nel 1655 insieme alla chiesa. Nel 1751 la Cappella divenne “laicale”, retta ed amministrata da economi laici.
Nell'anno 1814 (in altri documenti nel 1813) fu istituita la Confraternita dell'Addolorata di Santa Maria di Loreto, ma essa fu riconosciuta con decreto reale soltanto nel 28 gennaio del 1828. Tra i suoi scopi vi erano le pratiche religiose, il mutuo soccorso e opere di beneficenza.
Negli anni fra il 1830 al 1835 fu oggetto di consistenti lavori, considerati anch'essi urgenti. Il Comune contribuì con 300 ducati, ma vi fu anche un grosso intervento del sacerdote Bernardo Ajossa, figlio del medico don Stefano Ajossa, sia con i propri mezzi sia con l'aiuto dei fedeli.
Con il decreto arcivescovile del cardinale Serra di Cassano del 1835 la chiesa divenne parrocchia. Seguì il decreto reale di Ferdinando II, ma la nomina dei due nuovi parroci fu fatta soltanto nel gennaio del 1838 dallo stesso arcivescovo.
Nel 1891 il Comune contribuì al rifacimento del pavimento della chiesa.

#### Chiesa di Santa Maria di Costantinopoli
La Cappella fu costruita negli anni successivi al 1637 dall'Università e dagli abitanti di San Prisco. Il terreno fu comprato dall'università, che fece anche una donazione per la sua costruzione. Probabilmente i lavori furono eseguiti in economia e non abbiamo notizie certe sulla loro conclusione. Nel 1680 in San Prisco vi era già una congregazione laicale intitolata a Santa Maria di Costantinopoli. Durante la visita pastorale del luglio del 1776 l'arcivescovo riscontrò numerose carenze alla sua struttura: in particolare l'umidità nella parete destra, la mancanza di alcune finestre, la riparazione del contenitore ligneo che conteneva le sacre suppellettili e la "ridipintura" della porta d'ingresso. Nel 1789 si fecero enormi lavori di ristrutturazione al Cappellone, alla copertura in lamia, all'altare e al pavimento con un appalto affidato dall'Università ad Andrea Rubino del fu Nicola e Prisco Baja del fu Francesco di San Prisco. Giovanni Tramunto di Capua fu il perito e il direttore della fabbrica e formò i disegni e le minute dei lavori. L'anno seguente la misura e l'apprezzo dei lavori furono affidati a Luigi Iannotta, regio ingegnere di Capua. Le spese sostenute dall'Università furono di 295 ducati ai magnifici Prisco Baja ed Andrea Rubino; mentre al magnifico Giovanni Tramunto erano stati pagati 7 ducati (per i disegni, le minute e le spese per la direzione dei lavori).
Infine, furono pagati altri 15 ducati al pittore di San Pietro in Corpo Cristofaro Alteriis per aver realizzato un quadro che raffigurava la Madonna di Costantinopoli. In seguito nella nicchia centrale fu collocata la statua lignea di Maria SS. di Costantinopoli, tuttora venerata.
La chiesa divenne parrocchia il 20 marzo del 1835 con decreto arcivescovile del cardinale Francesco Serra Cassano, con l'approvazione del re Ferdinando II dell'ottobre dello stesso anno, ma il parroco fu nominato solamente nel 1838 con decreto arcivescovile.
Fra il 1834 e il 1837 si realizzarono diversi lavori urgenti alla chiesa perché si trovava in uno stato pericoloso e vi erano rischi di caduta. Il Comune spese in tutto 350 ducati. Nel 1868 furono fatti altri lavori di restauro.
I lavori di ampliamento cominciarono nel 1914. "La chiesa - annota il parroco Don Biagio Palmieri - non rispondendo ai bisogni della popolazione abbastanza aumentata, aveva impellente bisogno di essere non solo ampliata, ma anche convenientemente preparata ed abbellita. Il parroco Mons. Giuseppe lannotta, affrontando sacrifici non lievi, coadiuvato anche dall'opera dei buoni parrocchiani, iniziò nel 1914 l'opera di ampliamento e di restauro, e quasi in 10 anni riuscì ad ultimare i lavori interni, compresa la pavimentazione."
La facciata della chiesa è di ordine toscano. L'interno è un misto di rinascimento e di barocco. I pilastri hanno i capitelli compositi (corinzio e ionico). Una tinteggiatura completa della chiesa, con fregi in oro e scene evangeliche nelle cornici predisposte, è stata portata a termine nel 1974. Eseguì i lavori, da settembre 1974 a marzo 1975, il pittore siciliano Carmelo Guglielmini, allora domiciliato a Caserta.
La chiesa restò lesionata dal terremoto del 23 novembre 1980. I lavori di consolidamento e la copertura furono eseguiti, nel 1988, dalla ditta Di Caterino Arturo per conto della Soprintendenza per i Beni Artistici.
Da febbraio a luglio 1989, dalla Comunità parrocchiale furono eseguiti i seguenti lavori: camera d'aria, sotto il pavimento, lungo le pareti, per eliminare l'umidità; pavimentazione della chiesa e della sacrestia; rivestimento della zoccolatura; rinnovazione della tinteggiatura e dei fregi in oro.

### Architetture civili

#### Palazzi e Torri
- Torre dell'Orologio, fu costruita nel maggio del 1776 dagli eletti dell'Università di Santo Prisco a Matteo Iannotta e Francesco Salemme, maestri muratori di S.to Prisco, e Antonio di Lillo di Casapulla. I lavori furono fatti in economia. L'Università nel 1787 fece rifare le campane dell'orologio, insieme a quelle del campanile della chiesa arcipretale. Precedentemente l'orologio era situato proprio su tale campanile. Nel 1822 furono effettuati alcuni lavori di reatauro da Gennaro Imperato, maestro fabbricatore del Comune.

### Siti archeologici
- Mausoleo delle Carceri Vecchie

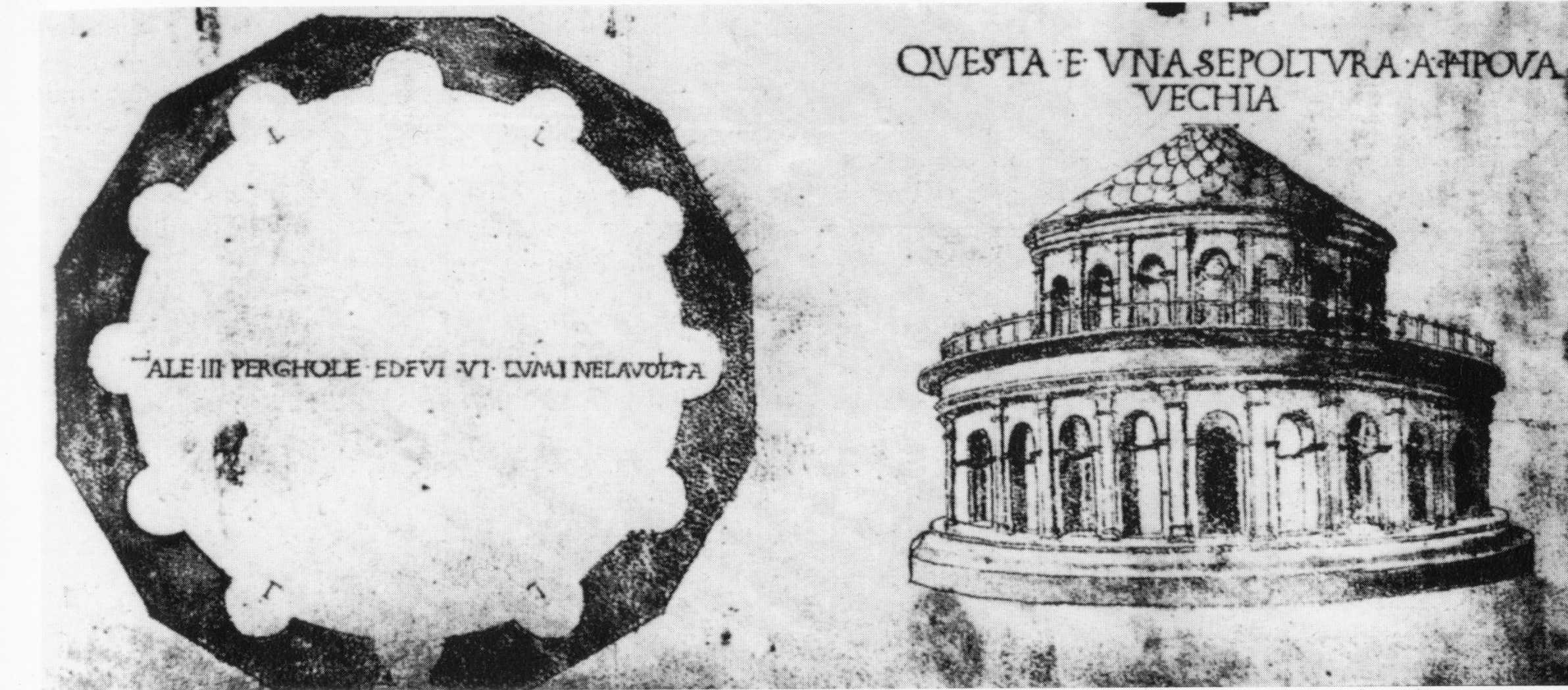
Le cd. Carceri Vecchie, antico mausoleo funerario romano (disegno di Giuliano da Sangallo).

- Fornace del VI secolo a.C., a pianta rettangolare risale al VI secolo a.C.. È situata al confine con il comune di Santa Maria Capua Vetere. Essa era destinata alla produzione di tegole piane. Quest'ipotesi è stata confermata da notevoli resti di cottura ritrovati nelle sue vicinanze. La fornace era inserita in un abitato costituito da abitazioni a pianta quadrangolare sviluppatesi sempre nel corso del VI secolo a.C.
- Tempio di Giove Tifatino, è stato costruito, sulla base di studi epigrafici, nel periodo compreso fra il III e il II secolo a.C. sulle pendici del monte Tifata in località Costa delle Monache, come già sostennero molti autori classici, diversi storici e il Beloch. Giove era venerato come la divinità preminente anche in Capua e vi era nell'antica città la Porta Jovis che conduceva, attraverso il territorio di San Prisco, al tempio, denominato anche Capitolium. Dell'alzato dell'edificio non si conserva nulla; esso era impiantato direttamente sulle rocce. Sono stati ritrovati molti resti di lastrine di marmo, tessere bianche (probabilmente appartenenti al pavimento costituito a mosaico) e altri materiali.

## Società

### Evoluzione demografica
Abitanti censiti

## Cultura e istruzione
Il comune è provvisto di due scuole materne, di due scuole elementari, di una scuola media e una scuola elementare privata.
- IAC San Prisco
  - Scuola dell'infanzia
  - Scuola Primaria "Benedetto Croce"
  - Scuola Primaria "Marco Polo"
  - Scuola Secondaria di I Grado

## Infrastrutture e trasporti

### Strade
Per il territorio del comune passa la Strada statale 700 della Reggia di Caserta per la quale vi è anche un accesso nel comune.
Il comune è posto al centro tra due caselli autostradali dell’A1 (Caserta Nord distante circa 2 chilometri e Santa Maria Capua Vetere distante circa 1,5 chilometri, quest’ultimo raggiungibile tramite la SS700 fino al suo termine in direzione Capua).

### Mobilità Urbana
Il comune è servito dall'agenzia AIR Campania (ex Autoservizi Irpini) per raggiungere la più vicina città di Caserta, Santa Maria Capua Vetere, Capua.
Possibili collegamenti tramide linee urbane con Casagiove e Casapulla.

## Amministrazione
Di seguito l'elenco dei sindaci da quando è presente l'elezione diretta del sindaco da parte dei cittadini (cioè 1994):
| Periodo          | Periodo          | Primo cittadino   | Partito                  | Carica                    | Note   |
| ---------------- | ---------------- | ----------------- | ------------------------ | ------------------------- | ------ |
| 13 giugno 1994   | 25 maggio 1998   | Alessandro Abbate | Lista civica             | Sindaco                   | [ 10 ] |
| 25 maggio 1998   | 28 maggio 2002   | Antonio Siero     | Lista civica di centro   | Sindaco                   | [ 11 ] |
| 28 maggio 2002   | 22 novembre 2006 | Francesco Abbate  | Lista civica             | Sindaco                   | [ 12 ] |
| 23 novembre 2006 | 25 gennaio 2007  | Gerlando Di Iorio |                          | Commissario prefettizio   | [ 13 ] |
| 25 gennaio 2007  | 29 maggio 2007   | Gerlando Iorio    |                          | Commissario straordinario | [ 13 ] |
| 29 maggio 2007   | 8 maggio 2012    | Antonio Siero     | Lista civica             | Sindaco                   | [ 14 ] |
| 8 maggio 2012    | 4 agosto 2015    | Antonio Siero     | Nuovi Orizzonti          | Sindaco                   | [ 15 ] |
| 5 agosto 2015    | 6 giugno 2016    | Vincenzo Lubrano  |                          | Commissario prefettizio   | [ 16 ] |
| 6 giugno 2016    | 5 ottobre 2021   | Domenico D'Angelo | Leali per il Bene Comune | Sindaco                   | [ 17 ] |
| 5 ottobre 2021   | in carica        | Domenico D'Angelo | Leali                    | Sindaco                   | [ 17 ] |